# 原田欣司郎
原田 欣司郎（はらだ きんじろう、1986年1月14日 - ）は、日本のラグビー選手。 

## プロフィール
- 福岡県出身。
- ポジションはナンバーエイト(No8)。
- 身長 175cm、体重 97kg

## 来歴
4歳よりぎんなんリトルラガーズ福岡市博多区でプレー。その後九州産業高校を経て花園大学（京都）に進学後、1年で退部。翌年、フィジー諸島共和国に渡航。NADI AIRPORT LIMITEDにて約3年間プレー。ゲームキャプテンを務める。ポジションはフッカー、ナンバーエイトとFWの核としてチームに貢献。
2006-08シーズンもフィジー国内リーグにて完全優勝に導き最優秀選手に選ばれる。

## 代表歴
高校：福岡県代表
社会人（国内）：九州代表・福岡県代表
社会人（海外）：NADI代表

## スタイル
ナンバー8・フッカーとして倒れても進む情熱系。学生時代はバックスも経験し、ワイドなプレー展開が可能な選手。